# Dębica (Rymań)
Dębica (deutsch Damitz) ist ein Dorf in der Woiwodschaft Westpommern in Polen. Es gehört zur Gmina Rymań (Landgemeinde Roman).

## Geographische Lage
Das Dorf liegt in Hinterpommern, etwa 23 Kilometer südlich der Stadt Kołobrzeg (Kolberg) und etwa 90 Kilometer nordöstlich der Stadt Stettin.
Südlich des Dorfes verläuft in West-Ost-Richtung die polnische Landesstraße 6, deren Verlauf hier der ehemaligen Reichsstraße 2 entspricht. Der nächste Nachbarort ist das Dorf Leszczyn (Lestin), das westlich entlang der Landesstraße anschließt.

## Geschichte

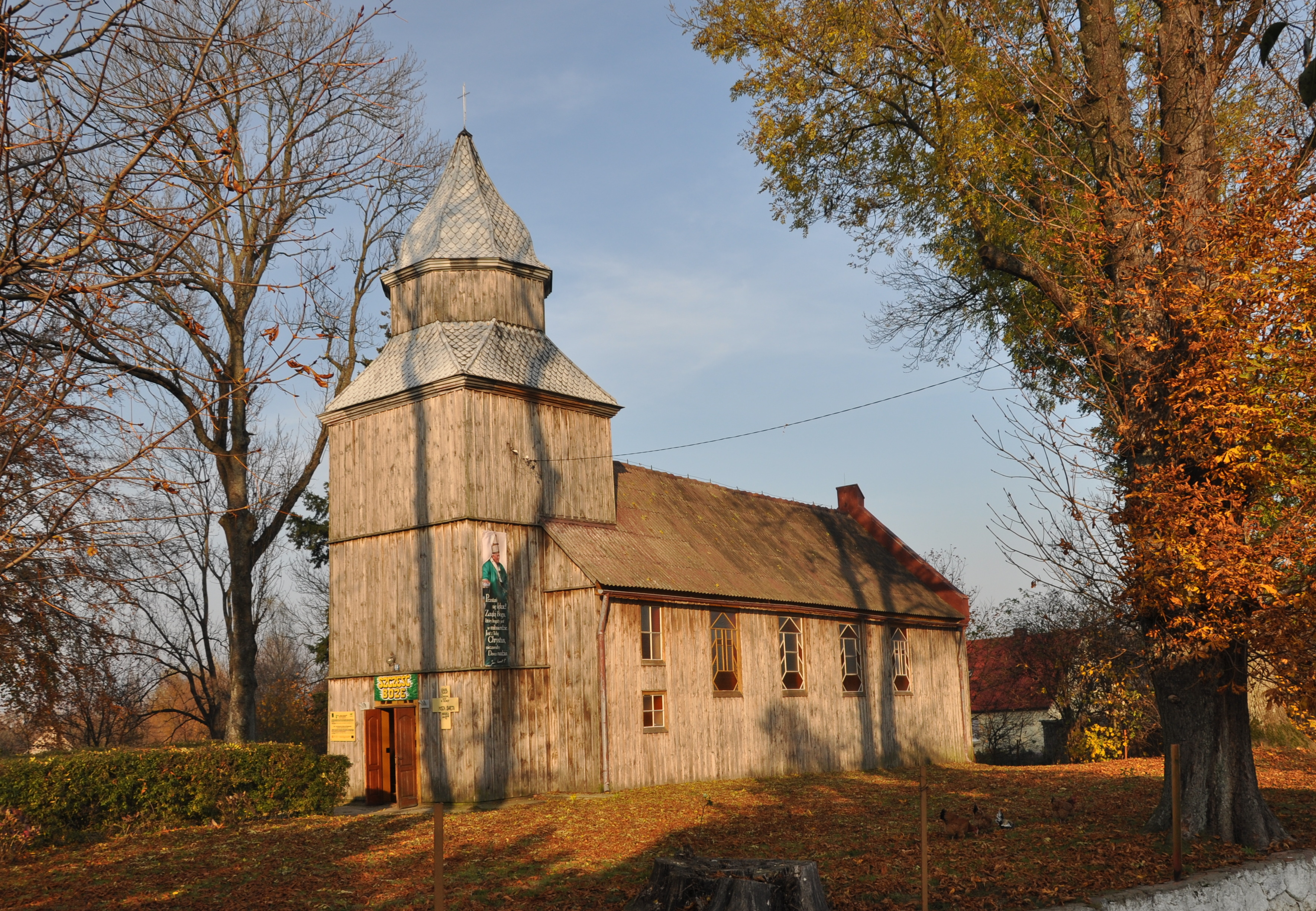
Dorfkirche (Aufnahme von 2011)

Die erste Erwähnung des Dorfes stammt aus dem Jahre 1321, als in einer Urkunde des Bischofs Konrad IV. von Cammin ein Pfarrer von Damitz – in der Urkunde Damysz geschrieben – namens Borghard erwähnt wurde. Damals war das Dorf also bereits Sitz einer Pfarrkirche. Vermutlich wurde das Dorf im Rahmen der deutschen Ostsiedlung um 1300 in der Form eines Angerdorfes angelegt.
Im 15. Jahrhundert war das Dorf Damitz im Besitz der adligen Familie von Damitz. Dennoch wird angenommen, dass nicht dieses Damitz der namensgebende Stammsitz der Familie war, sondern das weiter östlich liegende Dumzin, das im Mittelalter auch Dammitzin geschrieben wurde.
Auf der Lubinschen Karte von 1618 ist das Dorf als Dames verzeichnet. Der Besitz von Damitz hing mit dem benachbarten Lestin zusammen. Im Jahre 1756 wurde letztmals ein Angehöriger der Familie von Damitz als Besitzer eines Anteils von Lestin und Damitz genannt; der andere Anteil gehörte einem Angehörigen der adligen Familie Manteuffel.
In Ludwig Wilhelm Brüggemanns Ausführlicher Beschreibung des Herzogtums Vor- und Hinterpommern (1784) war Damitz unter den adeligen Gütern des Fürstentums Cammin aufgeführt. In Damitz bestanden damals neun Bauernstellen, ein Kossät und zwei Krüge, insgesamt 17 Haushaltungen („Feuerstellen“). Die Kirche war eine Filialkirche der Kirche in Drosedow. Der Besitz an Damitz zerfiel in die Anteile Damitz A und Damitz B. Der Anteil Damitz A gehörte mit Lestin A damals den Gläubigern eines verstorbenen Hauptmann von Tilly, der Anteil Damitz B gehörte mit Lestin B einem Rittmeister von Schladen. In Damitz selbst bestand kein Gutsbetrieb; die Damitzer Bauern hatten ihre Dienste für den Gutsbetrieb in Lestin zu leisten.
Nach 1830 wurde südlich von Damitz die Chaussee von Stettin nach Danzig angelegt, deren Verlauf noch der heutigen Landesstraße 6 entspricht. In der ersten Hälfte des 19. Jahrhunderts wurde die Regulierung der gutsherrlichen und bäuerlichen Verhältnisse (siehe: Preußische Agrarverfassung) durchgeführt. Dabei wurden die Verpflichtungen der Damitzer Bauern gegenüber dem Gutsherrn in Lestin aufgehoben. Zum Ausgleich wurde der südliche Teil der Damitzer Gemarkung, und zwar der Teil südlich der Chaussee, an das Gut Lestin abgetreten.
Nach Durchführung der Separation wurden im 19. Jahrhundert mehrere Einzelhöfe in der Feldmark von Damitz angelegt. So lebten um 1865 von den 73 damals in Damitz lebenden Familien 26 Familien auf Anwesen in der Feldmark.
Bis 1945 bildete Damitz eine Gemeinde im Landkreis Kolberg-Körlin der preußischen Provinz Pommern. Zum Gemeindegebiet gehörten keine weiteren Wohnplätze.
Gegen Ende des Zweiten Weltkriegs wurde Damitz in der Nacht vom 3. auf den 4. März 1945 durch die Rote Armee eingenommen. Nach Kriegsende wurde Damitz, wie ganz Hinterpommern, unter polnische Verwaltung gestellt. Anschließend erhielt der Ort den neuen polnischen Namen Dębica. Die deutsche Bevölkerung wurde überwiegend im Mai 1946 vertrieben, die verbliebenen Deutschen sind dann bis 1947 teils verstorben, teils ebenfalls vertrieben worden.
Das Dorf Dębica bildet heute ein Schulzenamt in der Gmina Rymań (Landgemeinde Roman).

## Entwicklung der Einwohnerzahlen
- 1816: 115 Einwohner[5]
- 1855: 332 Einwohner[5]
- 1864: 376 Einwohner[5]
- 1885: 462 Einwohner[5]
- 1905: 456 Einwohner[5]
- 1925: 411 Einwohner[5]
- 1939: 411 Einwohner[5]
- 2013: 245 Einwohner[6]